# ジョン・メリウェザー
ジョン・メリウェザー（John Meriwether、1947年8月10日- ）は、元ソロモン・ブラザーズ（Salomon Brothers）の債券トレーダー。アメリカのイリノイ州シカゴ生まれ。
ノースウェスタン大学で学士号を、シカゴ大学ビジネススクールでMBAを取得。
ソロモン・ブラザーズに入社し債券トレーダーとなり、1980年代前半には国内債券取引グループのヘッドに、1988年には取締役副会長にまでのぼりつめ、将来の社長候補と目されていた。しかし、1991年に財務省の長期債券競売における不正入札が発覚し、当時ソロモンブラザーズの副会長であったメリウェザーは5万ドルの民事制裁金を支払い引責退社した。
1994年、彼の発案でコネチカット州グリニッジにヘッジファンドのロングターム・キャピタル・マネジメント（The Long-Term Capital Management、LTCM）を設立。LTCMはマイロン・ショールズとロバート・マートンという2人のノーベル経済学賞学者を擁し、高度な数学および理論経済学的テクニックを駆使して1995年には43%、1996年には41%という高い運用成績を上げた。しかし、1998年8月に起こったロシア金融危機を発端に1998年10月破綻。
1999年にはLTCMの負債を返済し、新たにヘッジファンド・JWMパートナーズ（JWM Partners）を立ち上げ、運営していたが、2007年からはじまった世界金融危機 (2007年-2010年)により大きなダメージを受け、2009年7月に閉鎖に追い込まれた。
現在は、三度目のヘッジファンドとなる、JM Advisorsを2010年に立ち上げ運営している。

## 備考
メリウェザー在籍時のソロモン・ブラザーズは、債券売買への定量的アプローチで巨額の収益を上げ、「キング・オブ・ウォールストリート」と呼ばれていた。
ソロモン時代には、トレーダー間で金を賭けた「うそつきポーカー」（紙幣に印刷された数字をトランプの札とみなして行うポーカー・ゲーム）では無類の強さを誇った。
マネックス証券社長松本大は彼の薫陶を受けている。

## 参考メディア
1. ↑  マイケル・ルイス著『ライアーズポーカー』、パンローリング (2005年)、ISBN 978-4775970621